# 644
644 је била преступна година.

## Догађаји
- Валентин Аршакуни, византијски генерал, покушава да узурпира престо свог зета Констанса II. Појављује се на вратима Цариграда са контингентом византијских трупа, и захтева да буде крунисан за цара. Његов захтев је одбијен, а Валентина линчују грађани.
- Цар Таизонг из династије Танг шаље кинеске експедиционе снаге да нападну и припоје царство Таримског басена Карасахр у Синђангу, вазал Западног турског каганата. Држава оаза је освојена, а западни Турци послани да помогну Карасахру бивају поражени од Тангових снага.
- Зенкоји, будистички храм и знаменито место у Нагану у Јапану, званично је изградила царица Когиоку.
- Освин, син покојног краља Осрика од Деире, успева да се прогласи за краља Деире (Северне Енглеске) упркос оружаним приговорима краља Освиуа од Бернисије. Његово наследство, вероватно избор народа Деире, раздваја Краљевину Нортамбрију.
- 3. новембар – Други калиф Омар, р.634–644, умире од рана које је задао персијски роб Абу Лу'лу'а Фируз у Медини. На самртној постељи он именује комисију која ће одредити његовог наследника. Они бирају Османа ибн Афана, који постаје трећи халифа Рашидунског калифата.

## Смрти
- Википедија:Непознат датум — Свети Софроније - патријарх јерусалимски